# 호몬너이 마르톤
호몬너이 마르톤(헝가리어: Homonnai Márton, 1906년 2월 5일 ~ 1969년 10월 15일)은 헝가리의 수구 선수로 1932년 하계 올림픽과 1936년 하계 올림픽에서 금메달을 획득했다. 그의 팀은 1924년에 5위를 했다. 그의 팀은 1928년 하계 올림픽에서 은메달을 획득했다. 자신의 선수 경력 동안 호몬너이는 종종 그의 형 러요시와 함께, 115번의 국제 경기를 치렀다. 그의 딸 쇠케 커털린은 올림픽 수영 선수가 되었다. 2차 세계 대전 동안 호몬너이는 경찰과 나치를 지원하는 화살십자당의 당원으로 활동했다. 그는 1969년에 아르헨티나에서 사망했다.